# Normes ortogràfiques
Les Normes ortogràfiques (en français : Règles orthographiques) sont un ensemble de vingt-quatre règles d'orthographe de la langue catalane publiées le 24 janvier 1913 par l'Institut d'études catalanes (IEC). L'objectif était de normaliser l'orthographe du catalan en le modernisant et l'épurant.

## Historique et présentation
Pour l'élaboration de ces règles, l'IEC met en place une commission composée de membres issues de toutes les sections de l'Institut : Antoni Maria Alcover, Josep Carner i Ribalta (ca), Frederic Clascar (ca), Pompeu Fabra, Lluís Segalà (ca), Jaume Massó, Miquel dels Sants Oliver (ca), Antoni Rubió (ca), Pere Coromines, Eugeni d'Ors. Pompeu Fabra est chargé de préparer un questionnaire, étudié, discuté et voté par les membres de la commission. Avec ces règles, l'institut dote la langue catalane d'un instrument de base pour permette la réalisation des travaux qui vont être réalisés ultérieurement, à savoir la grammaire en 1918 et le dictionnaire en 1932.
Les règles sont tout de suite adoptées par les journaux, par diverses revues et par la majorité des écrivains. La normalisation  va faciliter l'utilisation du catalan dans l'enseignement et à l'université. Enric Prat de la Riba fait un appel à l'unité et à la discipline des Catalans sur ce sujet et, en conséquence, les organisations locales décident d'adopter ces règles. Le rôle du monde culturel et politique est la clef du succès des règles orthographiques, l'unité de la langue et, finalement, pour sa récupération.
Malgré l'accueil populaire et officiel, les règles furent combattues au début par un certain nombre de personnalités, comme Francesc Carreras (ca), Jaume Collell (ca), Josep Franquesa (ca), Francesc Matheu (ca), Apel·les Mestres, Ramon Miquel (ca), Ernest Moliné (ca), etc., qui créent en 1915 l'Acadèmia de la Llengua Catalana (ca) qui publie en 1916 ses propres règles orthographiques, mais qui n'eurent pas de suite.

## Les règles
On trouvera ci-dessous les sujets traités par les 24 règles (sauf pour quelques règles très courtes, seules les premières phrases sont reprises) :
1. « No s'escriuràn amb a sinó amb e la terminació del plural dels noms en -a [...] »
2. « S'escriurà g i no j davant  de e, i. [...] »
3. « Dins l'ortografía  catalana, trobem usades: I. Una h etimològica, II. Una h signe rememoratiu d'una consonant desapareguda. III. Una h mer signe de pronuncia  dissil·làbica. IV. Una h sense cap valor fònic ni etimològic, escrita darrera de tota c final. D'aquestes quatre hh, continuarà usant-se la primera, la h etimològica [...] »
4. « Els nexes greco-llatins ph, th, ch i rh seràn reemplaçats per f, t, c o qu i r [...] »
5. « La i asil·làbica darrera de vocal no s'escriurà y sinó i. [...] »
6. « La partícula copulativa provinent de la conjunció llatina et, que els antics escrivíen normalment e, serà escrita i, no y. [...] »
7. « S'escriuràn amb l doble. [...] »
8. « M i n interiors davant de consonant: [...] »
9. « Preposició provinent de apud: ab i, amb l'adjunció d'una nasal, amb; [...] »
10. « S'usarà q i no c davant de u asil·làbica, la qual s'escriurà amb dièresi (ü) davant de e i de i, i sense davant de a i de o. »
11. « Dins les paraules erudites s'escriurà rigorosament s o ss segons que el llatí presenti s o ss (o el grec σ o σσ). » [...] « El prefixe trans- no serà mai escrit tranz-; [...] »
12. « El sò de s sorda, que, seguint un criteri alhora etimològic i tradicional, tothom convé a representar per c davant de e, i, en  mots com cent (de centum), vèncer (de vincere), essencia (de essentia), s'escriurà anàlogamerit amb ç i no amb s (o ss) en fi de dicció o davantde a, o, u, [...] »
13. « Se  conservarà  la  lletra x (pronunciada cs, c o gz) dins  els  mots  erudits   que  en  llatí presenten x (o en grec ξ). [...] »
14. « Les plosives finals són representades, adés per g, d, b, adés per c, t, p.
S'admeten la g, la d i la b finals en els mots erudits que en llatí presenten g, d, b (o en grec γ, δ, β) [...] »
15. « En fi de paraula, s'escriurà tx dins els pocs mots com despatx, esquitx, els derivats dels quals presenten tx   (despatxar, esquitxar); en tots els altres casos s'escriurà ig darrera de a, e, o, u i g darrera de i. [...] »
16. « Quan, per les regles  d'accentuació, calgui accentuar gràficament una a, una e oberta o una o oberta, s'emplearà   l'accent greu; en els altres casos, s'emplearà l'accent agut. [...] »
17. « Davant de vocal o h no  s'escriurà al, del, pel, sinó a l', de l', per l'. Ex.: a l'avi, de l'home, per l'aire.
No s'elidirà mai la e del mot àton que, pronom o conjunció.
En  el cas d'emplear-se an en lloc de a, no s'escriurà a n' (ni a-n) sinó an: ho he dit an ell (millor: ho he dit a ell). »
18. « S'admeten les formes sil·làbiques em, et, es, etc., al costat de les formes sil·làbiques tradicionals me, te, se, etc. [...] »
19. « Darrera de vocal que no sigui una i o una u pertanyents a un diftong creixent, s'usaràn les  formes sil·làbiques. [...] »
20. « Són invariables els dos mots àtons hi i ho. »
21. « Li es el datiu del pronom de tercera persona (Dóna-li el pa); l'hi és la combinació de l'acusatiu i del datiu del dit pronom (Vol el pa; dóna-l'hi) o de l'acusatiu l' amb l'adverbi hi (Heu vist mon germà al teatre? - No l'hi hem vist). »
22. « No s'admeten les formes els-e, ens-e, etc., ni an-e, amb-e. »
23. « Se separarà mitjançant un guionet el verb dels pronoms àtons afixats. [...] »
« Se substituirà el guionet per un apòstrof en el cas de seguir al verb una forma enclítica asil·làbica: [...] »
24. « No s'escriurà pera sinó per a. »